# La vedova del miliardario
La vedova del miliardario, pubblicato in Italia anche con il titolo L'ultima inchiesta di Trent (Trent's Last Case) è un romanzo giallo di E. C. Bentley scritto nel 1913.
Il protagonista, il galante detective Philip Trent, riapparirà successivamente nel libro Trent's Own Case (1936) e nella collezione di racconti brevi Trent Intervenes (1938).

## Trama
Il romanzo è un giallo unico nella storia della narrativa poliziesca, perché è al tempo stesso la prima grande parodia di quel genere: non solo Trent s'innamora di una dei sospettati principali - di solito considerata una cosa da non farsi - ma, dopo aver faticosamente raccolto tutte le prove, trae tutte le conclusioni sbagliate. L'investigatore è convinto di avere individuato l'assassino di un magnate, ucciso nella sua villa, ma il vero esecutore del crimine gli spiega durante una cena che errori ha fatto nella sua deduzione logica per arrivare alla soluzione del delitto. Dopo aver sentito cosa è realmente accaduto, Trent promette di non tentare più di dilettarsi nell'investigazione.

## Recensioni
Raymond Chandler nel suo The Simple Art of Murder, un saggio scritto nel 1944 per la nota rivista The Atlantic Montly di Boston, sostiene che alcuni punti della trama siano assurdi.
Mentre secondo Aaron Marc Stein, nella sua introduzione all'edizione del 1977 pubblicata dall'University of California,San Diego, Bentley ha avuto l'idea di creare un detective che sarebbe un essere umano e che avrebbe saputo ridere.

## Adattamenti cinematografici
- Il romanzo fu adattato per un film muto del 1920 intitolato Trent's Last Case e diretto da Richard Garrick.[2]
- Fu nuovamente utilizzato come ispirazione per L'affare Manderson (Trent's Last Case), un film muto da Howard Hawks nel 1929.[3]
- L'ultimo adattamento cinematografico risale al 1952, Ritorna il terzo uomo (Trent's Last Case) diretto da Herbert Wilcox. Nel film recitavano Michael Wilding nei panni di Trent, Orson Welles in quelli di Sigsbee Manderson e Margaret Lockwood nel ruolo di Margaret Manderson.[4]

## Citazioni del libro in altri lavori
- Nella sua confessione scritta, l'assassino in Peter Wimsey e il cadavere sconosciuto (titolo originale Whose Body?) di Dorothy L Sayers descrive che ha controllato la bocca della vittima per i denti falsi "ricordando il lavoro ben ponderato di Mr. Bentley".
- Il romanzo è menzionato e discusso in Bad Twin, un libro giallo creato dal fantomatico Gary Troup in The Lost Experience, uno degli Alternate Reality Games realizzati come tie-in per la serie televisiva Lost.
- Il romanzo è citato da Stephen King, in "Fine turno", ed. it. Sperling & Kupfer, 2016, p. 179, dal protagonista, il detective Bill Hodges

## Edizioni
- E. C. Bentley, La vedova del miliardario, Oscar del Giallo Mondadori, Arnoldo Mondadori Editore, 1976, ISBN non esistente.
- E. C. Bentley, La vedova del miliardario, traduzione di Stefano Benvenuti, I classici del giallo, Arnoldo Mondadori Editore, 1994,  p. 190, ISBN non esistente.
- E. C. Bentley, La vedova del miliardario, Newton Compton, 1996,  p. 128, ISBN 88-8183-521-5.